# Bonaparte River
Bonaparte River är ett vattendrag i Kanada.   Det ligger i provinsen British Columbia, i den södra delen av landet, 3 400 km väster om huvudstaden Ottawa.
Trakten runt Bonaparte River består i huvudsak av gräsmarker. Trakten runt Bonaparte River är nära nog obefolkad, med mindre än två invånare per kvadratkilometer.